# Millettia platyphylla
Millettia platyphylla är en ärtväxtart som beskrevs av Stephen Troyte Dunn. Millettia platyphylla ingår i släktet Millettia och familjen ärtväxter. Inga underarter finns listade i Catalogue of Life.